# Ali Csaba
Ali Csaba (Eger, 1946. november 4. – 2020. december 28.) magyar úszó, olimpikon.

## Élete
Szülei: Ali János és Puschauer Erzsébet, testvére Ali Attila.
Iskoláit Egerben végezte, a Tanárképző Főiskolán szerzett matematika–fizika szakon tanári diplomát 1972-ben.
Az egész aktív élete az uszodához kötődik, mint az Egri Dózsa úszója 1963-tól 1970-ig 10 magyar bajnokságot nyert, 1964-ben részt vett a tokiói olimpián, 400 méteres vegyesúszásban és a 4 × 200 m gyorsváltóban (Ali, Dobai, Katona, Kosztolánczy). Ezt követően mint úszóedző Egerben és Szolnokon tevékenykedett nyugdíjazásáig.

## Sikerei, díjai
Magyar bajnok
- 1963-400 m vegyesúszás (5:07,1)
- 1964-1500 m gyorsúszás (18:30,3)
- 1965-200 m pillangó (2:17,8)
- 1965-400 m vegyesúszás (5:01,2)
- 1966-200 m pillangó (2:18,8)
- 1967-200 m pillangó (2:16,8)
- 1967-4 × 200 m gyorsváltó Mártonfi T, Hevesi, Ali, Csatlós (8:33,6)
- 1968-200 m pillangó (2:17,3)
- 1969-200 m pillangó (2:17,2)
- 1970-100 m mellúszás (1:11,3)

## Rekordjai
200 m pillangó
- 2:18,3 (1965. július 29., Budapest) országos rekord
- 2:17,8 (1965. július 29., Budapest) országos rekord
- 2:17,2 (1967. szeptember 14., Budapest) országos rekord
- 2:17,0 (1967. szeptember 14., Budapest) országos rekord
- 2:16,7 (1969. augusztus 10., Budapest) országos rekord
- 2:15,4 (1969. augusztus 24., Würzburg) országos rekord

200 m vegyes
- 2:19,3 (1966. június 25., Eger) országos rekord

400 m vegyes
- 5:07,1 (1963. szeptember 21., Budapest) országos rekord
- 5:03,9 (1964. augusztus 22., Budapest) országos rekord